# Șulamit Aloni

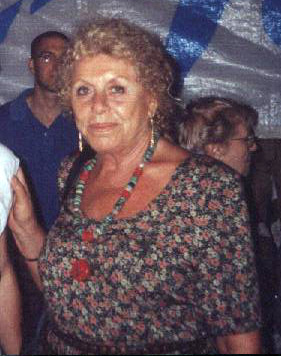
Şulamit Aloni

Șulamit Aloni (sau Shulamit Aloni, în ebraică שולמית אלוני; n. 27 decembrie 1928, Tel Aviv, Palestina sub mandat britanic – d. 24 ianuarie 2014, Tel Aviv, Israel) a fost o politiciană israeliană, fondatoarea partidului Ratz și conducătoare în trecut a partidului Meretz, ministru în câteva guverne israeliene, apărătoare a drepturilor cetățenilor și luptătoare împotriva constrângerii religioase.